# Museu d'Art de Carolina del Nord

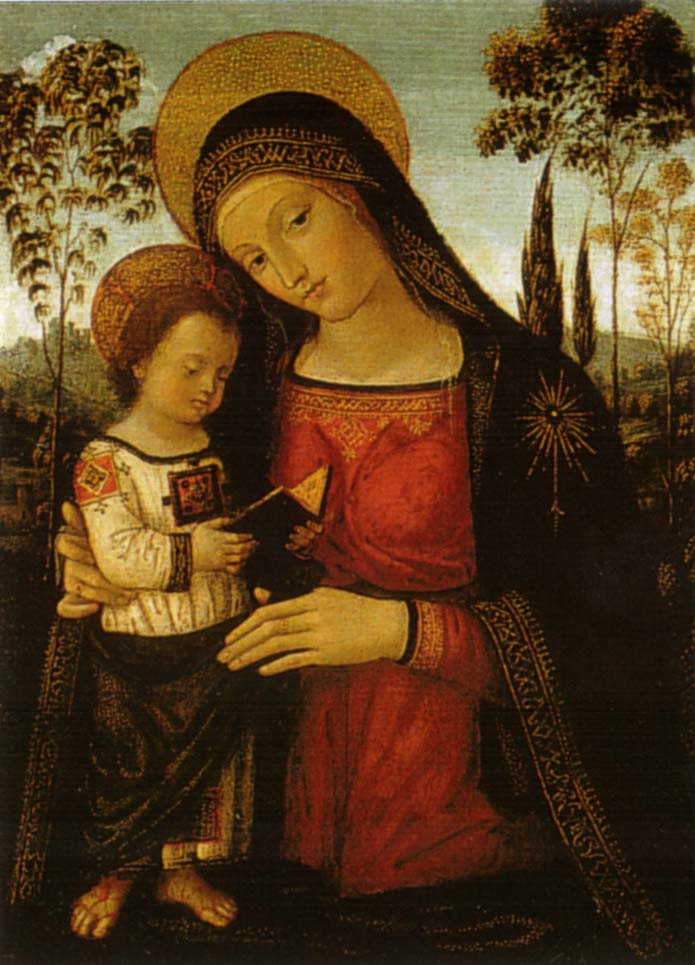
Mare de Déu i Infant (Madonna col Bambino leggente) de Pinturicchio

El Museu d'Art de Carolina del Nord (North Carolina Museum of Art) és un museu ubicat als Estats Units a Raleigh, l'estat de Carolina del Nord. El 70% del seu pressupost prové de fons recaptats per la fundació privada homònima que gestiona el museu.
El museu alberga una col·lecció d'art permanent que inclou, entre altres coses, 22 estàtues d'Auguste Rodin. L'accés a les col·leccions permanents és gratuït i s'organitzen visites guiades sempre gratuïtes. El museu també disposa d'un amfiteatre a l'aire lliure on se celebren concerts i altres esdeveniments.

## Col·leccions permanents
- Africana;
- Americana;
- Americana antiga;
- Egípcia;
- Clàssica;
- Europea;
- Contemporània;
- Moderna;
- Giudaica;
- Rodin.

## Col·lecció europea
És el punt fort del museu: de les 139 pintures i escultures comprades amb l'assignació original, 123 eren europees. El 1961 la Fundació Samuel H. Kress va donar 75 quadres addicionals d'escoles italianes, cosa que va convertir la col·lecció en una de les més grans dels Estats Units. Es recullen principalment pintures, però també hi ha algunes escultures d'importància primordial.

### Obres principals
- Giotto i ajudants, Polittico Peruzzi, ca 1318-1322
- Pinturicchio, Madonna col Bambino leggente, ca 1494-1498
- Cima da Conegliano, Madonna col Bambino, ca 1496-1499
- Raffaello, Miracolo di san Girolamo, ca 1502-1503
- Tiziano (attribuzione) Adorazione del Bambino, ca 1507-1508
- Il Pordenone, San Prosdocimo e san Pietro, ca 1515-1517
- Perugino, Vergine dolente, 1520
- Perugino, San Giovanni evangelista dolente, 1520